# دون باكنغهام
دون باكنغهام (بالانجليزية: Dawn Buckingham) (من مواليد 1967/68) هي عضوة مجلس الشيوخ في المقاطعة 24 في مجلس الشيوخ في ولاية تكساس التابعة للحزب الجمهوري. انتُخبت باكنغهام في نوفمبر 2016 وأدت اليمين الدستورية في 10 يناير 2017. تعمل باكنغهام كجراح للعيون والجراحة الترميمية بالإضافة إلى كونها سيناتور لولاية تكساس.

## خلفية عن حياتها
تعتبر باكنغهام من مواليد الجيل السابع تكساس. نشأت باكنجهام في ضاحية دالاس في روكوول، تكساس، قبل أن تنتقل إلى أوستن. التحقت باكنغهام بمدرسة ويستليك الثانوية، ثم التحقتبجامعة تكساس في أوستن، قبل أن تتخرج من مدرسة الطب في هيوستن في غالفستون، تكساس.
تزوجت باكنغهام من إد باكنغهام، وكلاهما يمارس الطب.
كانت باكنغهام عضًوا في مجلس إدارة مدرسة بحيرة ترافيس المستقلة في الفترة من 2014 إلى 2015. كما أنها عينت في لجنة تكساس الاستشارية [2] ونائب رئيس مجلس ولاية تكساس لشهادة المعلمين.

## الحياة السياسية

### انتخابات مجلس الشيوخ تكساس لعام 2016
تمتد المنطقة من ضواحي أوستن في مقاطعة ترافيس إلى ولاية تكساس غربًا إلى أبيلين شمالًا، والتي تغطي ما يقرب من 20,000 ميل مربع من الأراضي. كانت باكنجهام أحد المرشحين الستة في الحزب الجمهوري لتحل محل عضو مجلس الشيوخ المتقاعد تروي فريزر. صورت باكنجهام نفسها كسياسية سابقة وأيدها الحاكم السابق ريك بيري. حصلت باكنغهام في الأول من مارس 2016 على 25٪ من الأصوات، بينما حصلت ممثلة الدولة سوزان كينغ من أبيلين على 27٪ من الأصوات. ولأن المرشحين لم يحصلوا على الأغلبية، فقد تقدموا إلى انتخابات الإعادة في أيار / مايو.[5] فازت باكنجهام بالجولة بأكثر من 60٪ من الأصوات بعد حملة مثيرة للجدل تركز على السجلات والملامح الجغرافية للمرشحين الاثنين.
واجهت باكنغهام في الانتخابات العامة في تشرين الثاني / نوفمبر، مرشحة الحزب الديمقراطي«جيني لو» ليدر من لانو. فازت باكنجهام بأكثر من 70٪ من الأصوات.

### ولاية تكساس ومجلس الشيوخ
قدّمت باكنغهام أول مشروع قانون لها لإخضاع ناخبي الرئاسة غير المخلصين لعقوبة مدنية قدرها 5000 دولار، ومنعهم من أن يكونوا ناخبين في المستقبل.

## روابط خارجية
- Official campaign website
- Official legislative website

- Profile at Vote Smart